# Mulino Vecchio (Bellinzago Novarese)
Il Mulino Vecchio è un mulino situato nel comune di Bellinzago Novarese (NO) lungo la Roggia Molinara all'interno del parco naturale della Valle del Ticino ed è ancora funzionante.

## Storia
La costruzione del mulino sembra risalire tra il 1484, quando inizia ad essere scavata la Roggia Molinara, e il 1545 quando viene citata la sua presenza in un inventario sui beni di Ippolito del Mayno, un feudatario della famiglia Sforza. 
Negli anni successivi la costruzione viene riscattata dalla cittadina di Bellinzago e viene completamente ristrutturata nel 1718, data impressa sul muro esterno rivolto verso la Roggia. Nel 1813-1814 il mulino viene confiscato dal Demanio Napoleonico e venduto in seguito a privati, fino al 1925, anno in cui viene acquistato dalla famiglia Ambrosetti, mugnai di Bellinzago. In questi anni si ha un'ulteriore ristrutturazione e un ampliamento dell'edificio. 
Nel 1985 il mulino viene ceduto al Consorzio Piemontese Parco Naturale della Valle del Ticino per essere utilizzato come Centro Regionale di Educazione Ambientale, ossia una sede di eventi culturali, mostre fotografiche, etc. 

## Descrizione
Il mulino vecchio è un complesso formato dall'edificio del mulino con stalla, portico e porcile e da una costruzione abitativa con cassero e cortile. Il piano terra dello stabile è costituito dalla sala macine dove sono conservati i macchinari e gli impianti caratteristici del mulino: un soppalco in legno in cui alloggiano tre coppie di mole, ruote in pietra che sono le macine inferiore e superiore protette da un cassone circolare e sopra le quali c'è la tramoggia di alimentazione. Alla base del soppalco sono posti dei contenitori di raccoglimento della farina ottenuta. Sulla tramoggia c'è un sistema di allarme composto da una campanella e da una sagoma lignea a forma di uccello in modo da segnalare quando la tramoggia è vuota. Accanto alla sala macine c'è un vano adibito a cucina e con un forno per cuocere il pane.
Al primo piano del mulino è allestita una mostra permanente con documenti storici e oggetti legati alle attività agricole e molitorie.
All'esterno sono presenti tre ruote idrauliche in ferro posizionate ciascuna in un canale in pietra nella Roggia Molinara; a fianco c'è un quarto canaletto, chiamato spazéra, per regolare il livello e il deflusso dell'acqua. 
La stalla ora viene utilizzata come spazio per laboratori didattici, esposizioni temporanee o visioni di audiovisivi per integrare la visita dell'edificio  .